# Monopräparat
Ein Monopräparat ist ein Arzneimittel, das nur einen einzigen pharmakologisch wirksamen Bestandteil (Arzneistoff) enthält. Neben der wirksamen Substanz, sind in der Regel Arzneiträgerstoffe (pharmazeutische Hilfsstoffe) enthalten, die dem Arzneimittel die Darreichungsform geben. Als Beispiel ist das Verhütungsmittel Minipille zu nennen, welche als Wirkstoff nur ein Gestagen-Hormon enthält.
Die Einnahme von Monopräparaten stellt für den Körper eine geringere Gefahr für Nebenwirkungen dar, als die Einnahme von welchen mit mehreren Wirkstoffen, die man Kombinationspräparate nennt.